# 三滩镇
三滩镇，是中华人民共和国广西壮族自治区玉林市博白县下辖的一个乡镇级行政单位。

## 行政区划
三滩镇下辖以下地区：
白中村、鸦桥村、学田村、守育村、良茂村、建中村、大旺村、那秀村、三滩村和充仓村。